# حسینیه نوآباد
حسینیه نوآباد مربوط به اواخر دوره قاجار است و در نائین، شمال بافت قدیم شهر، مرکز محله نو آباد واقع شده و این اثر در تاریخ ۲۵ اسفند ۱۳۸۰ با شمارهٔ ثبت ۵۴۳۹ به‌عنوان یکی از آثار ملی ایران به ثبت رسیده است.